# Maurice Reclus
Maurice Reclus, né à Paris le 6 juillet 1883 et mort dans la même ville le 4 mars 1972, est un haut-fonctionnaire et historien français de la Troisième République, docteur en droit.

## Biographie
Maurice reclus est le sixième enfant du géographe Onésime Reclus, et le neveu du géographe Elisée Reclus.
Sa carrière dans l'administration française débute en 1905 par un poste de rédacteur stagiaire au Ministère de l'intérieur. Il commence la même année la publication d'articles dans la revue de vulgarisation scientifique La Nature (par exemple : Genèse des courants marins en 1905, Les débâcles glaciaires en 1906). En 1909, il est chef du secrétariat particulier du ministre des travaux publics Louis Barthou, qu'il suit au ministère de la Justice.
L'année précédente, il avait passé  à l'Université de Paris sa thèse de droit intitulée Les Economats dans l'industrie des chemins de fer en France.
En 1912, il devient le chef de cabinet du sous-secrétaire d'État aux Beaux-Arts Léon Bérard. C'est aussi l'année qui le voit commencer ses publications sur l'histoire de la Troisième République. Pendant la Première Guerre mondiale, il occupe des fonctions de chef de cabinet au sein du ministère de la guerre, puis de celui des transports. En 1919, il est nommé maître des requêtes au Conseil d'État .
Conseiller d'État en 1935, président de section en 1941, collaborateur du journal Le Temps, il en est rédacteur en chef de 1937 à 1939.
il est élu en 1937 membre de l'Académie des sciences morales et politiques, une de cinq académies de l'Institut de France, et en devient le président pour l'année 1946.
Il est nommé en 1942 à la tête de la commission des sociétés secrètes, en charge de la délivrance de dérogations, créée par Pierre Laval, afin de limiter les effets des lois antimaçonniques mises en place en 1941. Entendu en 1950, Maurice Reclus explique que sa tâche était ardue, sa position étant minoritaire au sein de cette commission et son attitude lui valant d'être mis sous surveillance par la Gestapo. S'opposant plus particulièrement au général Platon, qui voulait faire voter une grande loi antimaçonnique, Maurice Reclus serait parvenu à obtenir un taux d'acceptation de 80% des demandes de dérogation.
Il est ensuite président de la Commission supérieure de cassation des dommages de guerre en 1950, et président du conseil d'administration du CNRS en 1955, membre de celui de la Fondation Singer-Polignac de 1938 à 1972.

## Publications
- Heures, vers, Paris, 1898 (poésies imprimées, 14 pages)
- La Politique française. Esquisse d’une politique française, figures politiques et parlementaires, Paris, 1907 (réédition en 1909)
- Les Économats dans l'industrie des chemins de fer en France, thèse, 1908
- Ernest Picard, 1821-1877, essai de contribution à l'histoire du parti républicain, 1912
- Jules Favre, 1809-1880, essai de biographie historique et morale, 1912
- Raymond Poincaré, suivi de Pages inédites et de l'Histoire du 34e fauteuil, 1928
- Monsieur Thiers, 1929
- L'Avènement de la Troisième République, 1871-1875, 1930
- Le Seize mai, 1931
- Émile de Girardin, le créateur de la presse moderne, 1934
- Une grande époque : la Troisième République de 1870 à 1918, 1945
- Jules Ferry, 1832-1893, 1947
- Grandeur de « la Troisième », de Gambetta à Poincaré, 1948
- Le Péguy que j'ai connu. Avec 100 lettres de Charles Péguy, 1905-1914, 1951